# Runway de Waratte
Runway de Waratte (ランウェイで笑って Ranwei de Waratte?, lit. «sonríe en la pasarela»), también conocida como Smile Down the Runway en inglés, es un manga shōnen escrito e ilustrado por Kotoba Inoya. Comenzó su serialización en la revista semanal Shōnen Magazine de Kodansha desde mayo de 2017 y ha sido recopilado en veintidós volúmenes tankōbon. Una adaptación a serie de anime producida por el estudio Ezo'la fue estrenada el 10 de enero de 2020 en el bloque Animeism de MBS.

## Argumento
La historia sigue el viaje de un dúo de adolescentes que realizan su sueño más grande, por un lado, Chiyuki Fujito, que intenta encontrar un lugar en el mundo del modelaje a pesar de su baja estatura, e Ikuto Tsumura, quien quiere convertirse en diseñador de moda incluso si no tiene los medios para ello.

## Personajes
Ikuto Tsumura (都村育人 Tsumura Ikuto?)
 Seiyū: Natsuki Hanae
El personaje principal de la serie, un joven que sueña con convertirse en diseñador de modas. Estaba en el tercer año de la escuela secundaria al comienzo de la serie, pero se convirtió en empleado de «Aphro I dite» justo después de la graduación. Es el hijo mayor de una familia compuesta por su madre y tres hermanas pequeñas, Honoka, Aoi e Ichika. Con solo mirar la ropa puede reproducir el modelo casi auténticamente. Debido a que su familia tiene dificultades financieras a menudo tiene que trabajar para mantenerlos.
Chiyuki Fujito (藤戸千雪 Fujito Chiyuki?)
 Seiyū: Yumiri Hanamori
La heroína de la serie, es hija de Kenji Fujito, director de «Mille Neige» y compañera de clase en la escuela secundaria de Ikuto. Su mayor sueño desde la infancia es participar en la Semana de la Moda de París como modelo de «Mille Neige». Aunque su aspecto y estilo son adecuados, sus 158 cm de estatura la convierten en una modelo pequeña. Ella tiene una fuerte determinación y es bastante terca.
Kokoro Hasegawa (長谷川心 Hasegawa Kokoro?)
 Seiyū: Ai Kayano
Estudiante de la facultad de moda y artes decorativas. Se unió a «Hajime Yanagida» después de la Semana de la Moda de Tokio y llama a Ikuto senpai (先輩?), aunque es más joven que ella. Ella mide 181 cm de altura y era modelo antes de ingresar a la universidad.
Honoka Tsumura (都村ほのか Tsumura Honoka?)
 Seiyū: Yui Ishikawa
La hija mayor de la familia Tsumura.
Aoi Tsumura (都村葵 Tsumura Aoi?)
 Seiyū: Hibiku Yamamura
La segunda hija de la familia Tsumura.
Ichika Tsumura (都村いち花 Tsumura Ichika?)
 Seiyū: Hikaru Akao
El más joven de la familia Tsumura.
Toh Ayano (綾野遠 Ayano Toh?)
 Seiyū: Ryōhei Kimura
Un estilista con las mejores habilidades en la historia de la facultad de moda y artes decorativas. Es nieto del presidente y CEO de «Aphro I», de quien era empleado, antes de independizarse poco después de que Ikuto se uniera a la marca. Conoció a Ikuto al final de la Semana de la Moda de Tokio, se interesó por él y decidió unirse temporalmente a «Hazime Yanagida».
Hazime Yanagida (柳田一 Yanaagida Hazime?)
 Seiyū: Junichi Suwabe
Un estilista que lanzó su propia marca, «Hazime Yanagida». Tiene talento para el diseño de moda pero no puede coser ropa. Al principio fue diseñador de «Mille Neige», pero luego decidió independizarse para lanzar su propia marca. Posteriormente sintió la necesidad de dar a conocer su nombre a través de sus actividades y, por lo tanto, decidió convertirse en estilista en «Aphro I».
Kaoru Kizaki (木崎香留 Kizaki Kaoru?)
 Seiyū: Ayaka Fukuhara
Ryūnosuke Eda (江田龍之介 Eda Ryūnosuke?)
 Seiyū: Kōhei Amasaki
Yōko Takaoka (高岡祥子 Takaoka Yōko?)
 Seiyū: Keiko Han
Seira (セイラ Seira?)
 Seiyū: Yui Makino
Mai Ayano (綾野麻衣 Ayano Mai?)
 Seiyū: Mayumi Asano

## Contenido de la obra

### Manga
Runway de waratte (ランウェイで笑って?), escrito e ilustrado por Kotoba Inoya, comenzó la serialización desde el número 26 de la revista Shōnen Magazine publicado el 31 de mayo de 2017. Los capítulos individuales son recopilados y publicados en formato tankōbon por Kōdansha desde septiembre de 2017. Veintidós tomos habían sido publicados hasta agosto de 2021.

#### Lista de volúmenes
| N.º | Fecha de lanzamiento     | ISBN original          |
| --- | ------------------------ | ---------------------- |
| 1   | 15 de septiembre de 2017 | ISBN 978-4-06-510130-8 |
| 2   | 17 de noviembre de 2017  | ISBN 978-4-06-510370-8 |
| 3   | 17 de enero de 2018      | ISBN 978-4-06-510758-4 |
| 4   | 16 de marzo de 2018      | ISBN 978-4-06-511073-7 |
| 5   | 17 de mayo de 2018       | ISBN 978-4-06-511413-1 |
| 6   | 17 de agosto de 2018     | ISBN 978-4-06-511796-5 |
| 7   | 17 de octubre de 2018    | ISBN 978-4-06-512997-5 |
| 8   | 17 de diciembre de 2018  | ISBN 978-4-06-513490-0 |
| 9   | 15 de febrero de 2019    | ISBN 978-4-06-514129-8 |
| 10  | 17 de abril de 2019      | ISBN 978-4-06-514887-7 |
| 11  | 17 de julio de 2019      | ISBN 978-4-06-515313-0 |
| 12  | 17 de septiembre de 2019 | ISBN 978-4-06-516792-2 |
| 13  | 15 de noviembre de 2019  | ISBN 978-4-06-517360-2 |
| 14  | 17 de enero de 2020      | ISBN 978-4-06-517886-7 |
| 15  | 17 de marzo de 2020      | ISBN 978-4-06-518683-1 |
| 16  | 17 de junio de 2020      | ISBN 978-4-06-519182-8 |
| 17  | 17 de agosto de 2020     | ISBN 978-4-06-520447-4 |
| 18  | 17 de noviembre de 2020  | ISBN 978-4-06-521017-8 |
| 19  | 15 de enero de 2021      | ISBN 978-4-06-521959-1 |
| 20  | 17 de marzo de 2021      | ISBN 978-4-06-522518-9 |
| 21  | 17 de mayo de 2021       | ISBN 978-4-06-523144-9 |
| 22  | 17 de agosto de 2021     | ISBN 978-4-06-524026-7 |

### Anime
El 16 de septiembre de 2019 se anunció una adaptación al anime. La serie es animada por Ezo'la y dirigida por Nobuyoshi Nagayama, con guiones de Tōko Machida y diseño de personajes de Misaki Kaneko. Shuji Katayama y Akinari Suzuki están a cargo de la composición de la música. Ami Sakaguchi interpreta el tema de apertura de la serie Lion, mientras que J-JUN interpreta el tema de cierre Ray of Light. Fue estrenada el 10 de enero de 2020 en el bloque de programación Animeism de MBS, TBS y BS-TBS.